# Jamie Rauch
Jamie Rauch, né le 17 août 1979 à Houston, est un nageur américain.

## Biographie
Aux Jeux olympiques d'été de 2000 à Sydney, Jamie Rauch remporte la médaille d'argent à l'issue de la finale du relais 4x200m nage libre en compagnie de Josh Davis, Scott Goldblatt et Klete Keller.